# Aitec

## Génese
A AITEC foi o primeiro ninho de empresas de base tecnológica a surgir em Portugal, criada em 1987, pelo INESC e pelo IPE. Ao longo da sua existência criou mais de 50 empresas, completando o INESC na sua missão de desenvolvimento de competências e na experimentação de novas formas de desenvolvimento empresarial.

### A visão estratégica inicial
Para a criação da AITEC concorreram diversos factores, sendo o mais imediato a necessidade concreta de encontrar mecanismos que permitissem levar alguns dos projectos de I&D para uma fase de desenvolvimento, só justificável na óptica de uma potencial ida para o mercado. No INESC, após 5 anos de um desenvolvimento rápido da capacidade de I&D, existiam diversos projectos cujo ciclo de investigação atingia o seu fim, mas de que havia expectativas de serem potencialmente inovadores para o mercado, quer pelos resultados, quer pelas equipas que se tinham constituído, e que se reviam na continuação empresarial dos projectos, pelo que seria uma perda de valor desistir de os levar mais longe no ciclo de desenvolvimento.
A AITEC também surge do acreditar dos professores/investigadores iniciais do INESC que o projecto, para além do estrito impacto na evolução do Ensino e do I&D, poderia dar um contributo ao próprio paradigma de desenvolvimento económico do País. Acreditávamos que as TIC e a micro-electrónica constituíam uma oportunidade global de desenvolvimento da especialização do País no contexto europeu que se iniciava. 
Dos diversos modelos sobre a competitividade em Portugal nos anos 80 discutia-se uma aproximação com dois vectores estratégicos. Um centrado no desenvolvimento dos sectores tradicionais e procurando criar-lhes vantagens competitivas. Outro com base numa potencial diversificação do nosso padrão de especialização, procurando novas oportunidades ou criando o tecido tecnológico para a renovação dos sectores tradicionais da economia. A primeira trajectória correspondia a reforçar, a curto prazo, um cenário intra-industrial onde Portugal exploraria as suas vantagens comparativas nas indústrias ditas tradicionais, mas aumentando substancialmente a sua eficiência através do uso de novas tecnologias de produção, técnicas avançadas de gestão da produção, sistemas de informação e electronização das cadeias de valor e produção. Esta trajectória coincide, basicamente, com aquela defendida por Michael Porter no seu estudo sobre as vantagens comparativas de Portugal .
A segunda trajectória procurava transformar a especialização do País, reforçando a produção de produtos e serviços de elevado conteúdo tecnológico potencialmente com maiores possibilidades de crescimento. Esta estratégia, obviamente de longo (ou muito longo) prazo, uma vez que para a concretizar era necessário reforçar a base de competências tecnológicas existente no país, apoiar a transformação estrutural da economia, substituindo sectores mão-de-obra intensivos por sectores tecnologia-intensivos e transformar a atitude negativa dos mercados internacionais face à tecnologia portuguesa .
Para a viabilizar, era fundamental a criação de um tecido de PME de base tecnológica que originasse o indispensável substrato para o desenvolvimento de empresas de maior porte, estabelecimento de joint-ventures, etc. É evidente que o desenvolvimento de sectores inovadores correspondentes a novas formas de especialização apresentava numerosas dificuldades (na altura e três décadas depois…):
- O exíguo mercado interno.
- A ausência de sectores empresariais internacionalmente competitivos a que correspondessem clientes sofisticados.
- A dificuldade de endereçar comercialmente os mercados desenvolvidos.
- A pecária estrutura de financiamento a iniciativas com elevado risco tecnológico.
- Ausência de política Nacional de desenvolvimento tecnológico por parte da maioria das grandes empresas nacionais.

Apesar destas dificuldades considerou-se na altura que existiam também factores positivos, em particular a boa formação universitária, a capacidade de lançar projectos e equipas de I&D de que o INESC era já reconhecidamente um modelo e também a oportunidade que os Programas Quadro da UE e o seu reflexo nos programas nacionais de dinamização industrial apresentavam. 

## O arranque (1987-1992)
Nos países mais desenvolvidos, nomeadamente nos EUA, os mecanismos de capital de risco ou de capital semente que apoiam a criação de empresas em áreas tecnológicas são um instrumento de grande sucesso para efectuar esta transição estabelecendo as frutuosas pontes entre o I&D académico e o mercado. Em Portugal não existiam na época quaisquer mecanismos deste tipo que permitissem a empreendedores lançarem empresas de base tecnológica, o sector financeiro não tinha instrumentos para apoiar projectos de empresas de base tecnológica e as grandes empresas tinham uma lógica de desenvolvimento estritamente vertical, não tendo prática de criação de spin-offs ou participação em start-ups. 
Conseguiu-se sensibilizar para este racional o Instituto de Participações do Estado (IPE), que compreendeu a necessidade que o INESC tinha de criar uma entidade que permitisse que o know-how tecnológico, gerado nas equipas de I&D, ultrapassasse os simples protótipos académicos e da bondade da ideia de um capital semente próximo dos centros universitários de I&D e desta conjugação de vontades nasceu a AITEC, na presidência do Eng.º António Guterres. Com um Capital Social de 200 mil contos (1 M€) sendo participada pelo IPE em 50% e pelo INESC nos restantes 50%. O objectivo estava relativamente bem expresso nos estatutos “a sociedade tem por objecto a dinamização e coordenação de empresas de base tecnológica, em especial no campo das tecnologias de informação, bem como o estudo, apoio e participação no lançamento de iniciativas empresariais no campo da produção de hardware e software, do processamento de dados, de automação e comunicações”.
O inicio foi muito positivo, no final de 1991 a AITEC participava no Capital Social de dezoito empresas, com participações que iam desde os 4% até 50%, abarcando as mais diversas actividades, sistemas de informação, aplicações especializadas, microelectrónica, robótica até sistemas para o corte por laser industrial, e que no seu conjunto facturaram cerca de 2,5 milhões de contos (12,5 M€), empregando cerca de 30 pessoas, mais de sessenta por cento das quais com formação superior.

Ninho de empresas AITEC em 1991 

## O desenvolvimento e as dificuldades inerentes (1992-1999)
O modelo económico pensado na criação da AITEC baseava-se numa visão de capital semente em que era expectável que as empresas, depois de atingirem uma determinada dimensão, encontrassem naturalmente parceiros nos grupos Nacionais, nas grandes empresas de serviços ou joint-ventures que assumissem a liderança das empresas, libertando para a AITEC mais-valias que permitissem continuar a função de capital semente e sobretudo não limitar o desenvolvimento das empresas que, crescendo, apresentavam maiores necessidades de capital.
Apesar de algumas situações que seguiram este modelo teórico, tal não se verificou nas empresas mais significativas. As razões para tal são múltiplas:
- Os grupos empresariais existentes raramente tinham a capacidade de enquadrar ou dinamizar negócios nas áreas tecnológicas, numa vertente de empresas autónomas.
- As empresas internacionais requeriam uma dimensão de mercado bastante mais abrangente do que as empresas conseguiam.
- O fluxo de I&D continuava a ser decisivo pelo que existia uma dependência forte com um núcleo de I&D com a massa crítica do INESC.

Esta expectável dificuldade de rotação das carteiras levantava, como é natural, dois problemas: como manter o capital semente sem novos aumentos de capital e sobretudo como garantir que os projectos em curso se podiam desenvolver, uma vez que tal implica sempre necessidades de capital devido ao crescimento, internacionalização, fundo de maneio, etc. Agravou de alguma forma o problema a evolução do próprio IPE que, como se sabe, foi extinto e cedo abandonou a vocação de capital risco negociando a saída das suas participações, tendo saído do capital da AITEC em 1993.
Como é natural houve várias tentativas para encontrar formas de ultrapassar o problema, foram diversas e impossíveis de descrever neste texto, mas retrospectivamente podemos agrupá-las em três grandes tipos de iniciativas:
- Criar uma visão de rede/ grupo entre as empresas de forma a rentabilizar investimentos e activos.
- Ligação às vertentes de capital de risco dos  Programas Quadro de desenvolvimento industrial.
- Ligação a grandes empresas Nacionais

### Rede de Empresas
Por se continuar a acreditar que a aposta no desenvolvimento empresarial deveria prosseguir e que uma paragem em algumas empresas corresponderia a fazer falhar o projecto, a partir de 1992 enveredou-se pela criação de dois níveis de intervenção da AITEC: um alicerçado no capital semente, e outro de desenvolvimento empresarial, em torno de uma rede sinergética de empresas, corporizando uma visão estratégica, comum a empresários e quadros universitários, que permitia a dinamização de um grupo industrial e comercial nas TIE.
A rede empresarial procurava criar formas de cooperação inter-empresas que permitissem:
- Apoiar a internacionalização das empresas.
- Estabelecer redes de comercialização cruzada dos produtos e serviços.
- Efectuar uma gestão financeira global, assumindo a Aitec um papel referencial junto das instituições financeiras.
- Subcontratação da produção na fileira electrónica.
- Rentabilizar os custos de I&D

As áreas de actuação eram múltiplas, se bem que sempre focadas no sector das TI. Apenas como exemplo, as áreas mais relevantes no final da década de 90:
- Serviços Profissionais de Desenvolvimento e Consultadoria em Software: Novabase
- Escritório Electrónico e Organização Empresarial: SMD
- Aplicações para Autarquias: Medidata, Inix
- Aplicações e sistemas para Saúde: Vantec, Medidata, Novabase
- Aplicações para Indústria: Medidata, C&FA
- Infraestruras informáticas: Solsuni, Sol-s, Expertel
- Sistema de Informação Geográfica: Geovisão
- Multimédia: SIII
- Operador de serviços internet: IPglobal
- Formação em Informática: Rumos
- Sistemas e produtos embarcados (hardware + software): Octal, Tecmic, 16H
- Subcontratação Electrónica: Setcom, Tape

Nesta altura, para além de um aumento de capital para 600 mil contos (3 M€), a rede AITEC começou a ensaiar os primeiros passos na Internacionalização. A primeira tentativa foi efectuada pela SMD que abriu uma subsidiária no Brasil. Em 1994 iniciou-se actividade em Espanha que, apesar de não ter gerado negócios em volume significativo, permitiu um conhecimento aprofundado do mercado do país vizinho. Em 1995 iniciou-se alguma actividade em Macau e efectuaram-se acções limitadas nos PALOP, em particular em Moçambique e Cabo Verde. 

### A Tecninesc
Num modelo de relação Empresas-Universidade do tipo existente nos EUA é vulgar a participação directa dos investigadores e dos professores em start-ups tecnológicas, constituindo um importante meio de renovação da Universidade e do tecido empresarial com numerosos casos de sucesso. Numa economia aberta e com larga tradição empresarial e elevados padrões de avaliação académica, este modelo tem sabido dirimir todas as contradições.
Em Portugal, a inexistência de apostas deste tipo e a escassez de oportunidades nas carreiras Universitárias, levaram a que se tentasse um modelo mais cooperativo para participação dos universitários no meio empresarial, fazendo reflectir o eventual sucesso empresarial sem criar distorções entre os investigadores e conseguir o empenho dos universitários nos assuntos empresariais.
A Tecninesc foi pensada como uma espécie de fundo de investimento fechado com a estrutura legal de uma SGPS que permitiu na prática dar corpo a este Fundo de Investimento, que participava nas empresas da Aitec consideradas de maior potencial, quando se verificavam aumentos de capital ou alterações significativas das participações sociais. A Tecninesc teve um capital social de 150 mil contos (750 mil Euros) e, em dado momento, cerca de 220 sócios. 

### Fundo capital risco
Foi submetido ao Pedip, em 1994, uma candidatura para um Fundo de Capital Risco TIEC (FCR/TIEC) que esperávamos pudesse permitir apoiar novas iniciativas empresariais e a expansão de algumas existentes.
Nas primeiras discussões sobre o assunto foram aventadas várias hipóteses para operacionalizar a candidatura. Considerou-se inicialmente que uma solução seria a transformação da Aitec numa Sociedade Capital Risco (SCR). Depois de diversas diligências, chegou-se à conclusão que tal não seria exequível por dificuldades processuais e legais, a Aitec já era uma sociedade existente e com uma carteira de participações e as condições de regulamentação do Capital Risco, àquela data, implicariam um processo com custos e capitais impossíveis de justificar. O processo orientou-se então para a escolha de um parceiro que fosse uma SCR e que assegurasse a gestão do fundo.
O processo demorou vários anos e foi alvo da habitual mudança de responsáveis políticos e, nessa altura, por arrasto de todas as instituições públicas envolvidas. Sofreu ainda de um problema habitual de tentar criar iniciativas avulsas de cariz político sem qualquer foco, de um fundo que a AITEC tinha proposto centrado nas TIC, derivou para incluir multimédia e no limite o cinema, porque tal era uma forma de acomodar um  desígnio do Ministério da Cultura, passando a estar na gestão do fundo a Secretaria-Geral deste Ministério.
O fundo FRIE só arrancou em 1998 com um capital de 1.060 mil contos (5,3 M€). A AITEC, que tinha sido a génese deste processo, acabou por estar na posição de mero parceiro financeiro com reduzida intervenção na gestão, que foi atribuída à Sulpedip, acabou por participar com 60 mil contos (300 mil Euros), mas o resultado, como se antevia, foi mínimo e o nosso maior “sucesso” foi o conseguir reaver todo o capital investido.

### Parceria com Grandes Empresas
A parceria com grandes empresas era das linhas que pareciam mais promissoras. Também aí não se conseguiram atingir os objectivos iniciais, em particular porque um dos grupos mais naturais seria a Portugal Telecom, mas em grande parte pela discussão da evolução do INESC  que se arrastou durante toda a década e, por outro lado, pela dificuldade que a PT sempre demonstrou em iniciativas de criação empresarial que não fossem totalmente ou maioritariamente detidas pela empresa, nunca se conseguiu interessar a PT na participação nas empresas Aitec apesar de anos mais tarde ter vindo a adquirir algumas das participadas.
Houve iniciativas com outros grupos empresariais como o Grupo Sonae (Bizdirect e Saphety), a Efacec (ENT) e o Gás de Portugal (Georeferência), para citar algumas das mais representativas e, no período subsequente, diversas aquisições destes e doutros grupos das empresas da Aitec.
Em 1999 criou-se o programa Empresário Digital, em parceria com a Telecel, que se destinava à criação de empresas a actuar em áreas ligadas à Internet e à Intranet móvel. É interessante referir que o número de candidaturas ao Programa Empresário Digital foi na ordem das centenas, mas só deu origem à criação de 4 empresas. Tal resultado pode em parte ser explicado pela constatação que uma recolha massiva de ideias, sem um acompanhamento próximo dos planos de negócio, conduz a uma taxa muito elevada de rejeição. Um segundo factor também relevante foi que, apesar do envolvimento da Telecel em toda a iniciativa e no seu marketing, cedo se percebeu não ter os mecanismos para a participação efectiva no capital, o que frustrava não só alguns empreendedores, como deixava a AITEC como investidor principal.

## O ano 2000 e o fenómeno dot.com
O fenómeno das “dot com” associado ao final da década de 90 teve na AITEC impacto significativo e com resultados que se podem considerar a esta distância no tempo contraditórios.
O primeiro e mais óbvio foi a percepção rápida, por diversos investidores, do valor potencial que as iniciativas empresariais poderiam ter. Quando no mercado dos EUA se começou a assistir a valorizações enormes baseadas em expectativas de valor altamente alavancados, é natural que, apesar do nosso proverbial atraso, os investidores e grupos mais despertos para essa realidade se interessassem por estas empresas. O interesse pela aquisição das empresas da carteira da Aitec escalou em questão de meses.
Dos exemplos mais significativos: a SMD foi adquirida pela Pararede, a Novabase foi um caso de sucesso que completou o ciclo até atingir o mercado de capitais, a IP Global, o primeiro ISP privado na Internet foi adquirida pelo grupo Sonae e foi uma das contribuições relevantes para a Novis e a Megamédia pela PT.
Datam dessa época as maiores valorizações das empresas e a constatação de que o processo iniciado uma década antes tinha potencialmente atingido um dos seus objectivos. Contudo, também teve o seu reverso da medalha, traduzido numa pressão sobre a gestão de algumas empresas que naturalmente perante um acelerado interesse pelos activos, em muitas situações, procuraram maximizar proveitos pessoais, em detrimento de um projecto provavelmente mais abrangente, mas de retorno mais longínquo. Este efeito disruptivo levou a que algumas iniciativas de valor acabassem diluídas em outras iniciativas, algumas que alguns anos depois falharam no mercado.

### A evolução do INESC
Para além dos diversos choques do ano 2000, o País e as empresas tinham mudado desde a génese do INESC  nos anos 80. Em particular, a grande motivação inicial da renovação universitária do ensino e I&D nasTIC era uma realidade, traduzida nas criações de Licenciaturas, Mestrados, Doutoramentos e Departamentos Universitários. Dos sócios empresariais maioritários iniciais CTT, TLP e Marconi, era agora a Portugal Telecom que deixava de ser o operador estatal monopolista.
O INESC  teve no início do ano 2000 uma profunda reestruturação que, em parte, abdicou de um projecto integrado Nacional para se transformar numa rede de instituições mais regionais e próximas das Universidades, recentrando o interesse no I&D académico. Tal teve como consequência a mudança da AITEC.

## A fase pós ano 2000

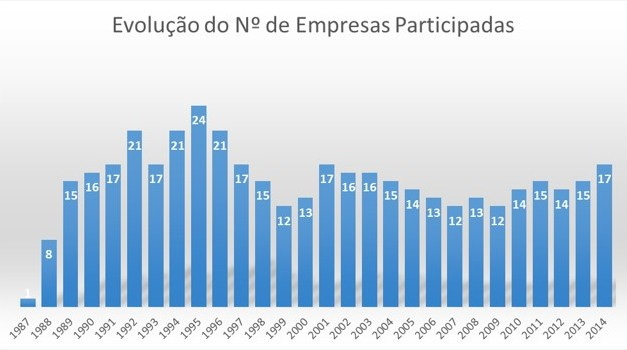
Número das Participadas da AITEC

Na sequência da evolução do INESC  houve vários cenários para a AITEC, desde fechar, vendendo as participações, as equipas serem incorporadas na Portugal Telecom, etc. Acabou por se acreditar que o modelo ainda tinha uma virtualidade e que apesar da saída de várias participadas, o activo existente era interessante, não só pelas empresas, como sobretudo pelas equipas técnicas e de gestão. Um grupo de pessoas ligadas à gestão das empresas,  propôs ao INESC  adquirir grande parte da sua participação, resolvendo o impasse sobre o posicionamento da Aitec no INESC  e permitindo ao Instituto uma recuperação e valorização do investimento efectuado, que de outra forma seria difícil de tornar líquido. Nesse processo fundiu-se a AITEC com a Tecninesc, uma vez que a separação já não faria sentido dado que o forte pendor institucional se perdia. 
Desde aí a estratégia orientou-se para reforçar a componente de funcionamento em rede, privilegiando a marca Link da sua maior empresa, a Link Consulting, e que a partir do seu núcleo inicial atingiu em 2014 um volume de facturação agregada de 28 M€, com cerca de 40% deste valor em mercado internacional, em particular no Brasil, Suíça, Espanha, Bélgica, PALOP e Médio Oriente.